# タテハチョウ科
タテハチョウ科（タテハチョウか、立羽蝶科）は、チョウ目・アゲハチョウ上科の分類単位のひとつ。一般に成虫は中型で寿命が長いものが多い。タテハチョウ科に含まれるマダラチョウ亜科・ジャノメチョウ亜科・テングチョウ亜科はかつてはそれぞれ独立した科とされていた。

## 概要
南極大陸を除く世界の熱帯・温帯・冷帯に広く分布し、各地域の気候に適応している。12の亜科、500以上の属、6,000種以上が知られ、チョウの中では最も多い種類を含む。

### 成虫
成虫の前翅長はどれも2cm以上で、チョウとしては中型から大型の部類に入る。日本最大のタテハチョウはオオムラサキ（メスの前翅長は55mmに達する）とされてきたが、近年ではマダラチョウ類がタテハチョウ科に含まれるようになり、その場合には前翅長70mm前後のオオゴマダラが最大となる。
成虫の翅は亜科、族、種によって様々な形があり、黄・赤・青・黒・褐色など鮮やかな模様が入るものも多い。しかし、成虫の前脚が退化して短くなっているという、全ての種に共通する特徴がある。
種による違いだけでなく、サカハチチョウやアカマダラなどは、春に発生する個体（春型）と夏に発生する個体（夏型）でも、まるで別種のように翅の模様が異なる。夏季に登山すると、汗にサカハチチョウが寄ってくることがある。光を弱く、当てる時間を減らして幼虫を飼育すると春型になる。

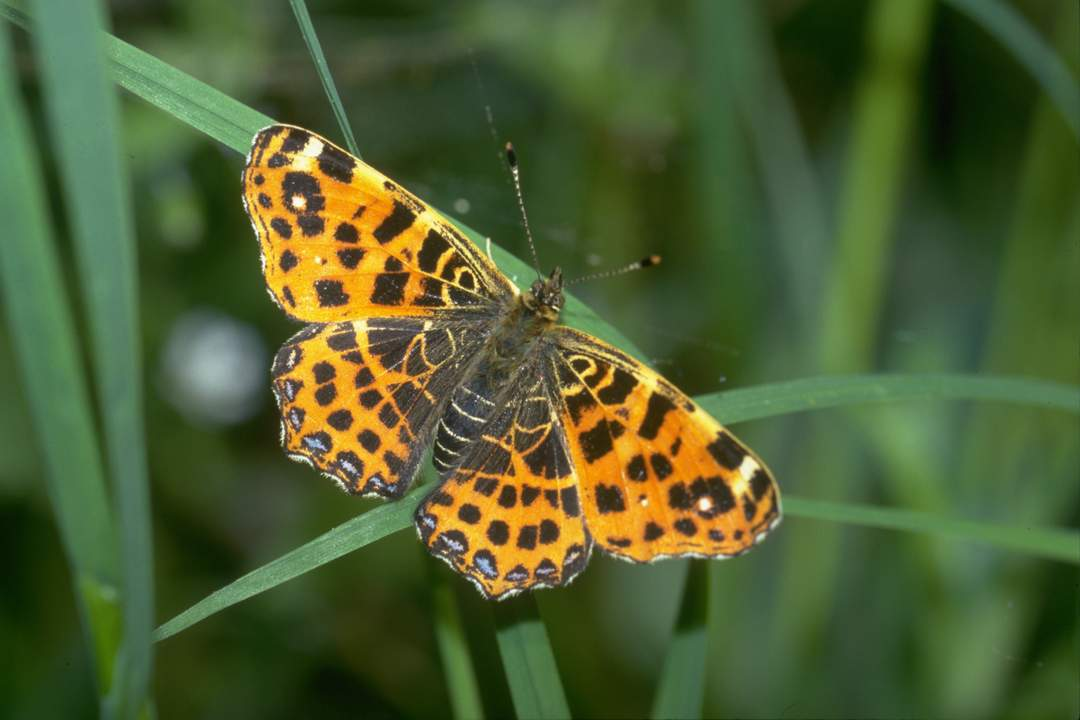
アカマダラ Araschnia levanaの春型。橙色の地に黒褐色のまだら模様がある
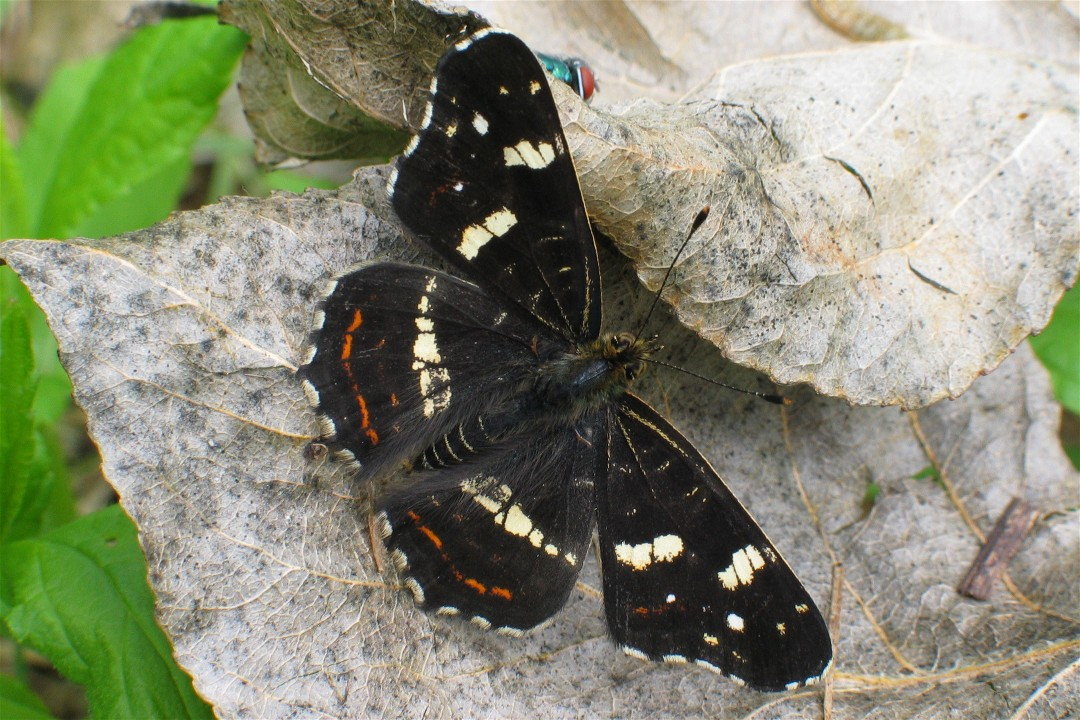
アカマダラの夏型。黒の地に白い帯が入る

また、翅の表と裏でも模様が異なるものが多い。たとえばコノハチョウの翅の裏は枯れ葉にそっくりで、擬態するチョウとしてよく知られているが、表は藍色の地に鮮やかな橙の帯模様がある。
成虫の前脚が短いためぱっと見たところでは脚が4本しかないように見えるが、よく見ると頭部と前の脚（中脚）の間に小さく折り畳まれた前脚がある。この前脚は歩行や掴まるためには役立たないが、先端に生えた感覚毛で味を感じることができ、感覚器官としての働きに特化している。食事や産卵の直前には餌や幼虫の食草・食樹の表面に前脚を伸ばし触れる動作をおこなう。
成虫は種類によってはもっぱら花に飛来するが、花よりも過熟して落果、発酵しかけた果実の果汁、樹液、動物の糞や死体などの浸出液を好む種も多い。コムラサキ亜科やフタオチョウ亜科などは花に来ることはほぼない。
この科に属するものは木の幹などに留まるときも、翅を広げたままである種が多い。しばしばチョウとガの見分け方として、留まるときの翅の開閉が挙がり、チョウは翅を閉じガは翅を開くとされる。しかしタテハチョウ科はその限りではない。(もっとも、チョウとガの両者は生物学的に厳密に区別されるものではない。)

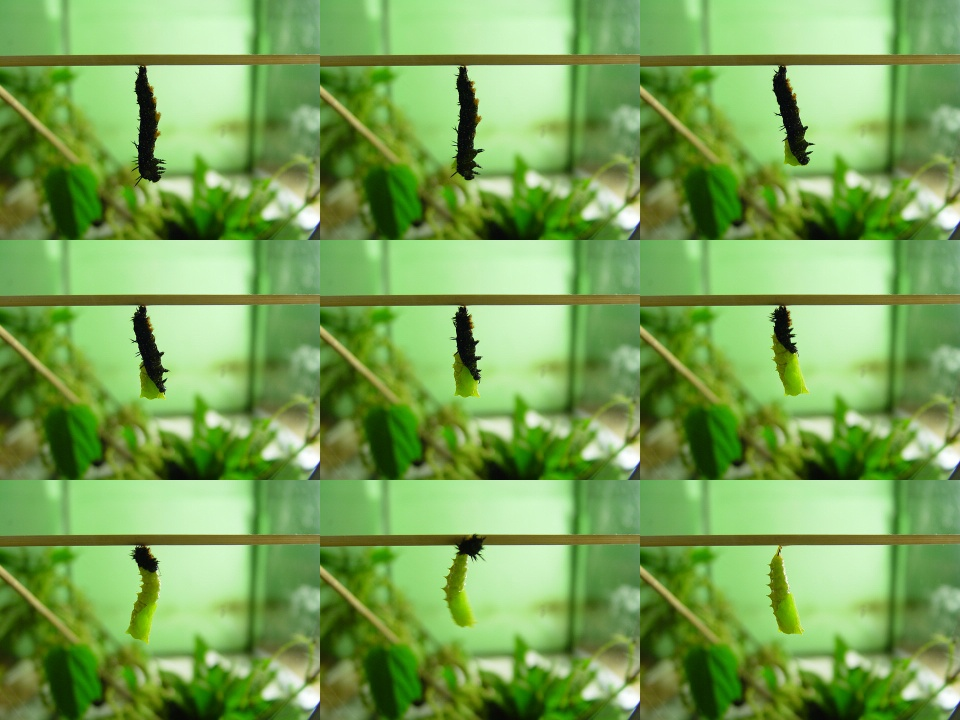
クジャクチョウの蛹化。黒い幼虫の背中側が割れ、黄緑色の蛹が現れる。蛹は尾部だけで逆さ吊りになる。

### 幼虫
成虫だけでなく、幼虫の形態も種により様々である。幼虫は突起や毛、角をもつものが多く、ケムシの範疇に入るものもいる。

### 蛹
蛹は尾部のカギ状器官だけで逆さにぶら下がる垂蛹型（すいようがた）である。蛹化の際は幼虫の抜け殻と蛹が肛門の部分でまだつながっている間に、突出した尾端に密生した鉤をそれまで幼虫が尾脚でつかんでいた糸の塊に引っ掛け、次いで体をゆすって抜け殻を糸の塊と蛹の肛門から振り落とし、器用にぶら下がる。

## 分類
従来、1970年代頃までの分類方法ではテングチョウ、マダラチョウ、ドクチョウ、ジャノメチョウ、モルフォなどをそれぞれ独立した科として扱っていたが、新しい分類ではこれらをタテハチョウ科の中に組みこんでいる。これらの成虫も前脚が退化するなど共通点が多いが、幼虫の形態などが従来のタテハチョウ類とは異なっており、いまだ研究者によって説が分かれる。
以下の分類は N. Wahlberg 他（2009）に基づく。
- コムラサキ亜科 Apaturinae - オオムラサキ、コムラサキ、ゴマダラチョウなど
- カバタテハ亜科 Biblidinae - カバタテハ、カスリタテハ、ウラモジタテハなど
- クビワチョウ亜科 Calinaginae - クビワチョウ属（Calinaga）のみ
- フタオチョウ亜科 Charaxinae - フタオチョウ、ミイロタテハなど
- イシガケチョウ亜科 Cyrestinae - イシガケチョウ（イシガキチョウ）など
- マダラチョウ亜科 Danainae - アサギマダラ、カバマダラ、オオカバマダラ、オオゴマダラなどのマダラチョウ類、トンボマダラ類など
- ドクチョウ亜科 Heliconiinae - ドクチョウ類、ツマグロヒョウモン、ウラギンヒョウモン、ミドリヒョウモンなどのヒョウモンチョウ類、ホソチョウ類など
- テングチョウ亜科 Libytheinae - テングチョウなど2属、約10種
- イチモンジチョウ亜科 Limenitidinae - イチモンジチョウ、コミスジ、トラフタテハ、イナヅマチョウなど
- スミナガシ亜科 Pseudergolinae - スミナガシなど
- タテハチョウ亜科 Nymphalinae - 基亜科。キタテハ、シータテハ、エルタテハ、ヒオドシチョウ、キベリタテハ、アカタテハ、ヒメアカタテハ、ルリタテハ、クジャクチョウ、コヒオドシ、タテハモドキ、メスアカムラサキ、コノハチョウ、アカマダラ、サカハチチョウ（サカハチョウ）、ヒョウモンモドキなど多数
- ジャノメチョウ亜科 Satyrinae - ジャノメチョウ、ヒメジャノメ、ヒメウラナミジャノメ、クロヒカゲ、サトキマダラヒカゲ、タカネヒカゲ、モルフォチョウ類、フクロウチョウ類、ワモンチョウ類など多数

## 画像

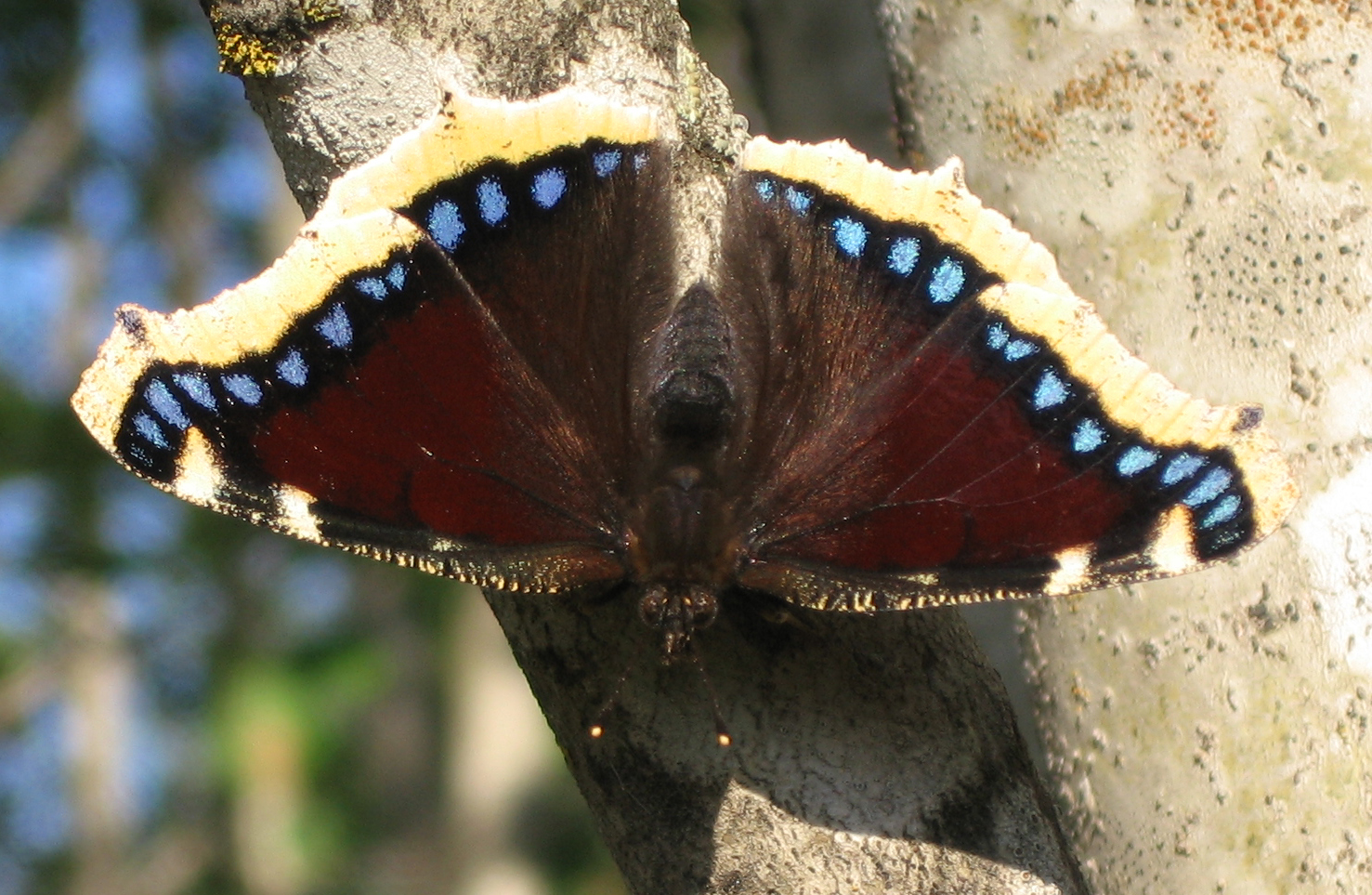
キベリタテハ（Nymphalis antiopa）
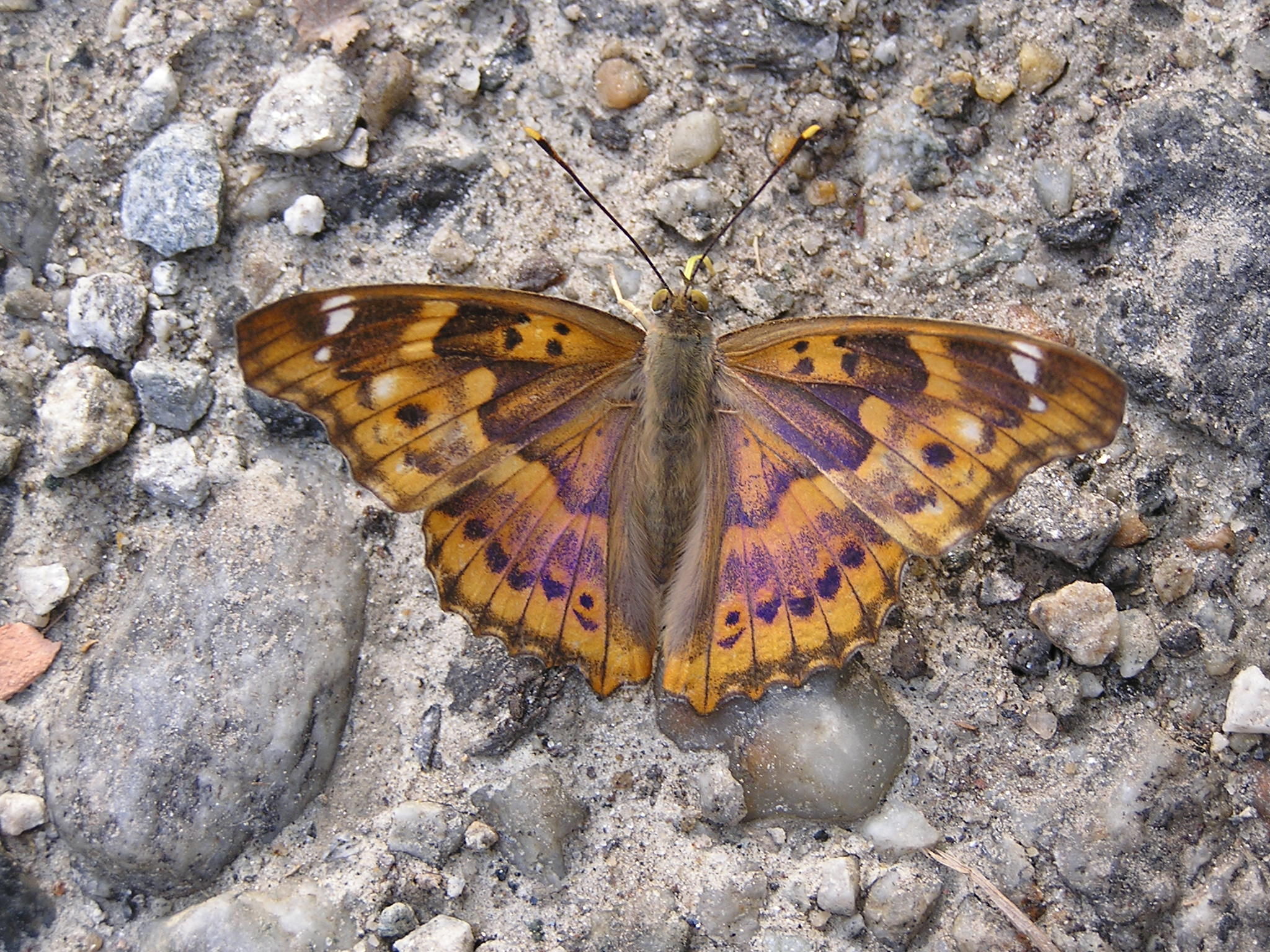
タイリクコムラサキ（Apatura ilia）
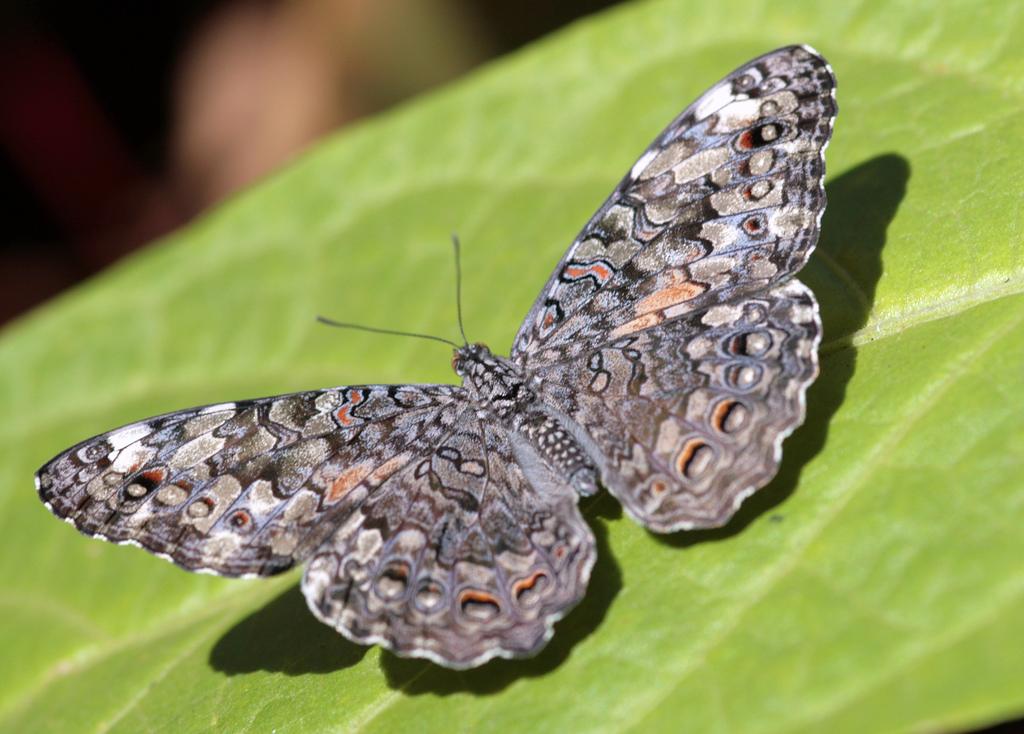
フェブルアカスリタテハ（Hamadryas februa）
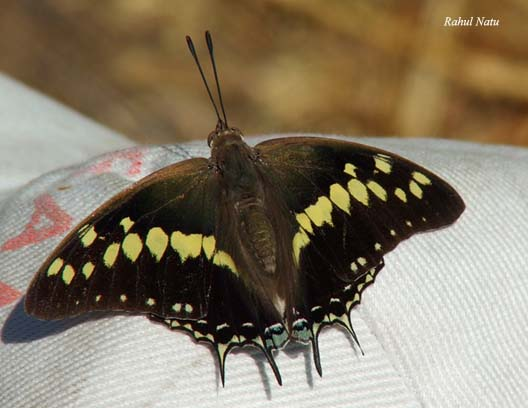
ソロンフタオチョウ（Charaxes solon）
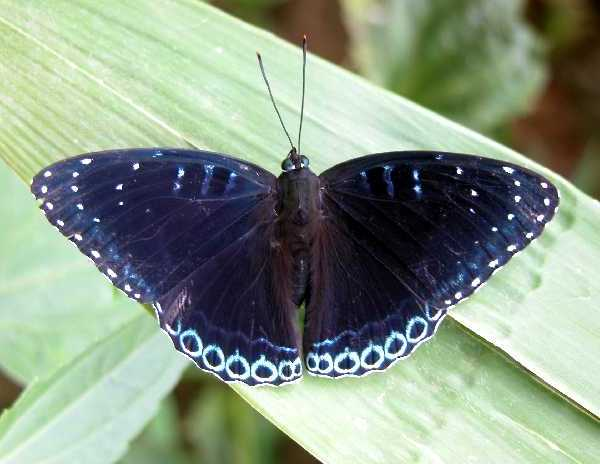
ルリボシスミナガシ（Stibochiona nicea）
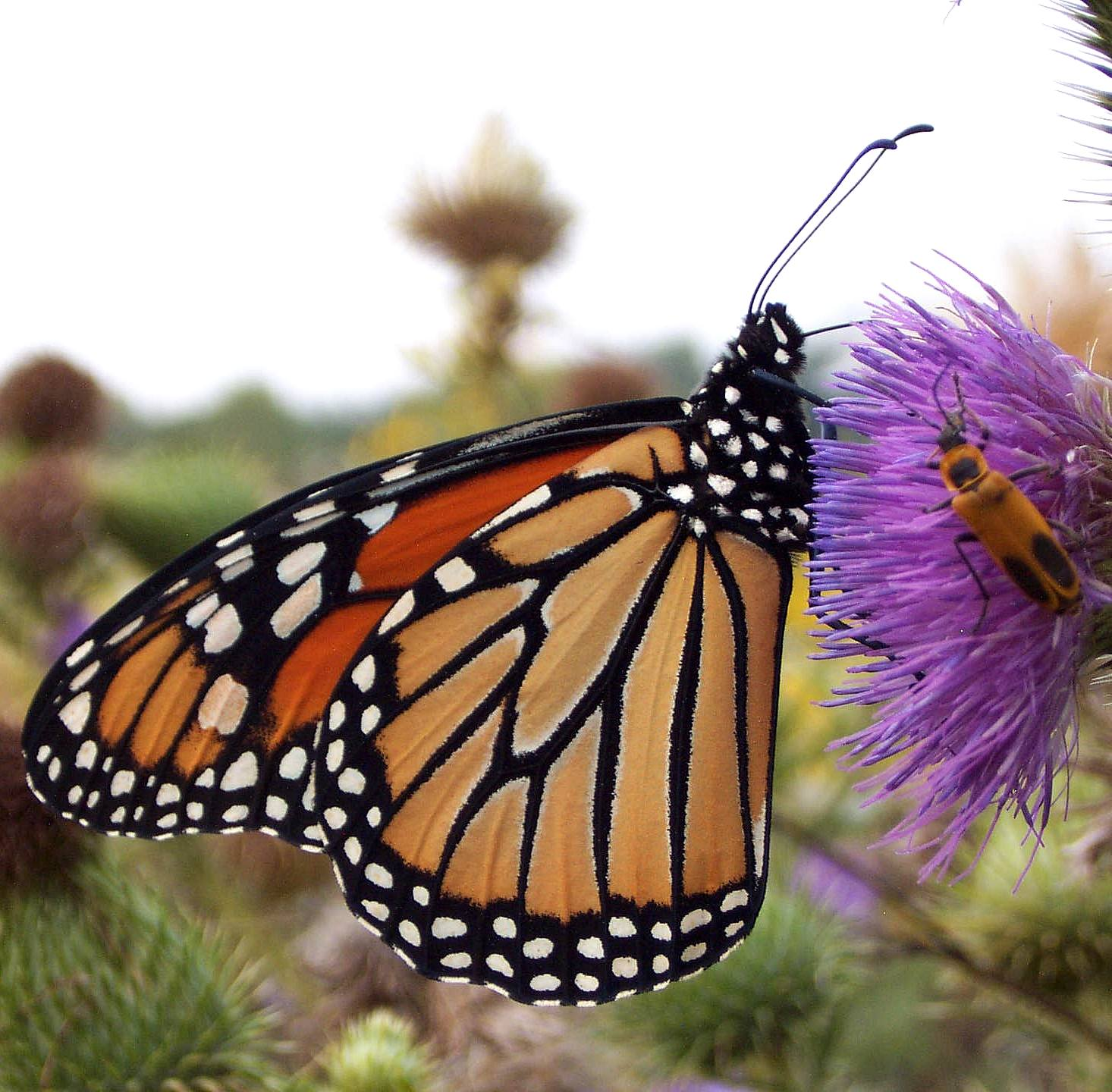
オオカバマダラ（Danaus plexippus）
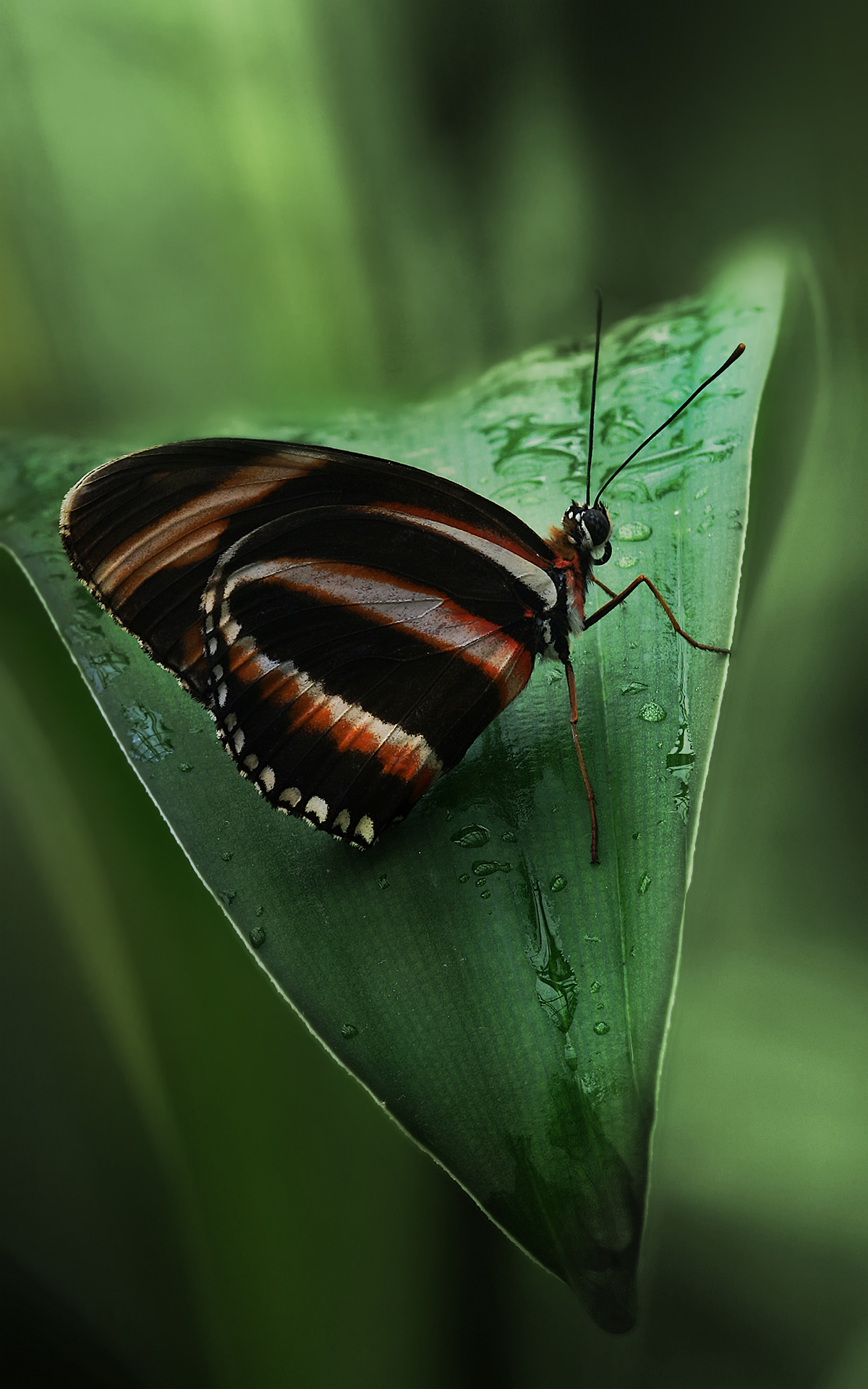
ヘカレドクチョウ（Heliconius hecale）
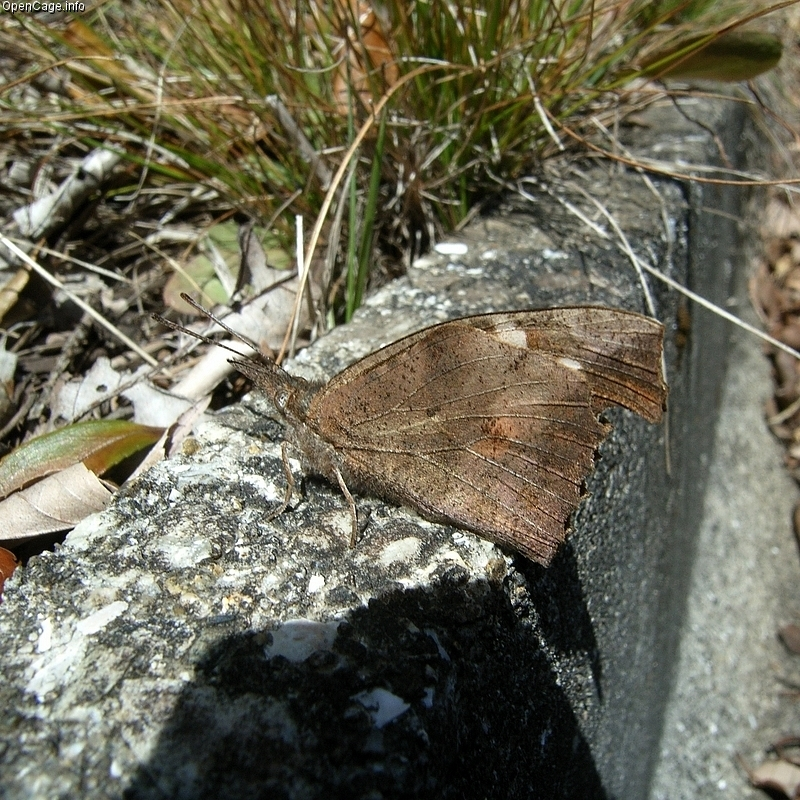
テングチョウ（Libythea celtis）
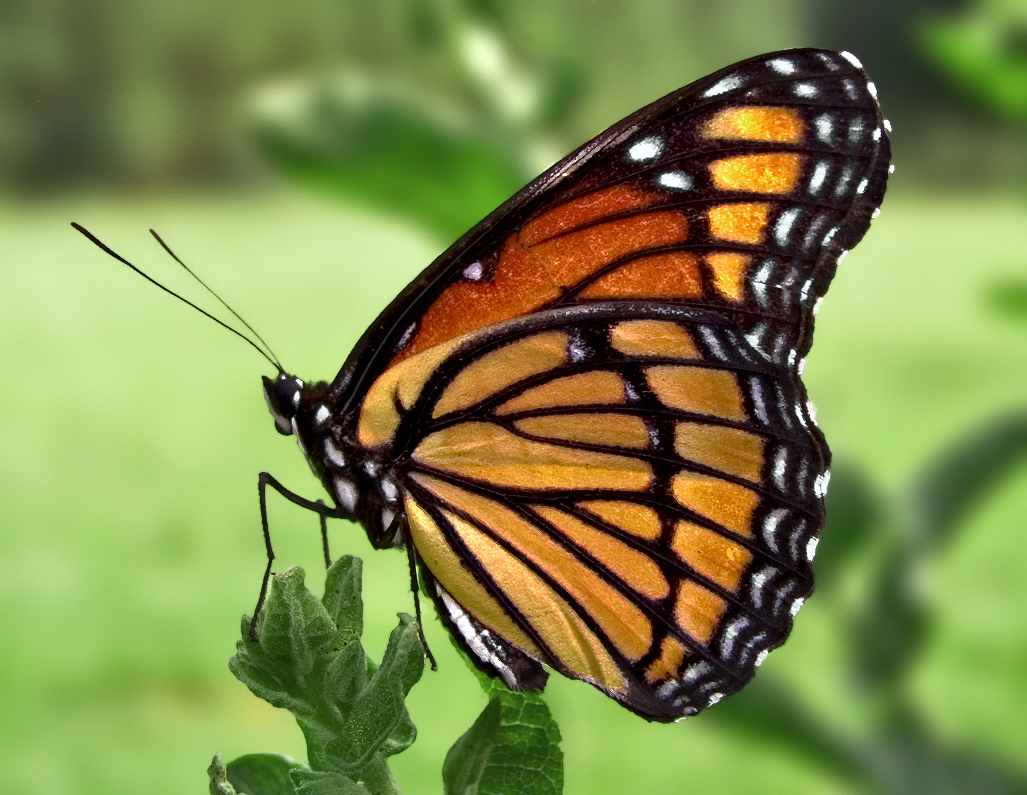
カバイロイチモンジ（Limenitis archippus）
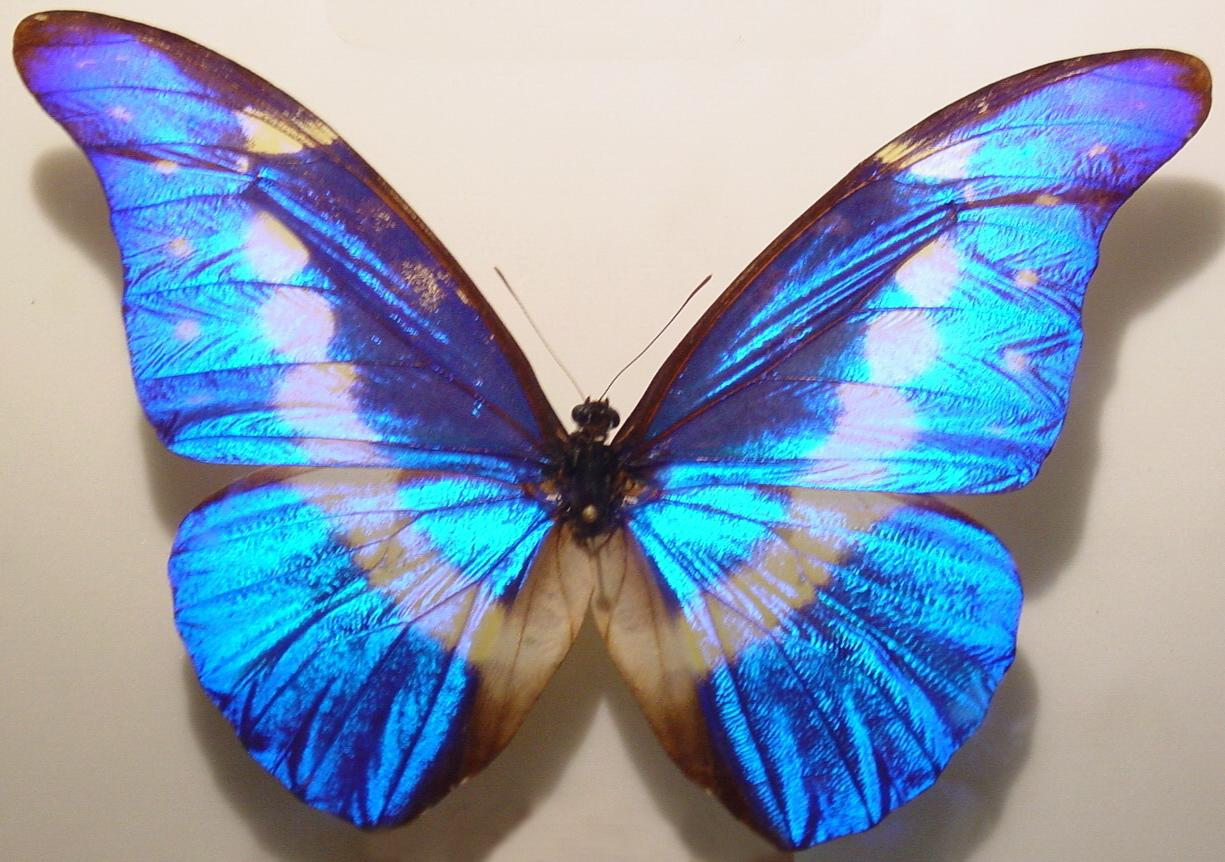
ヘレナモルフォ（Morpho helena）
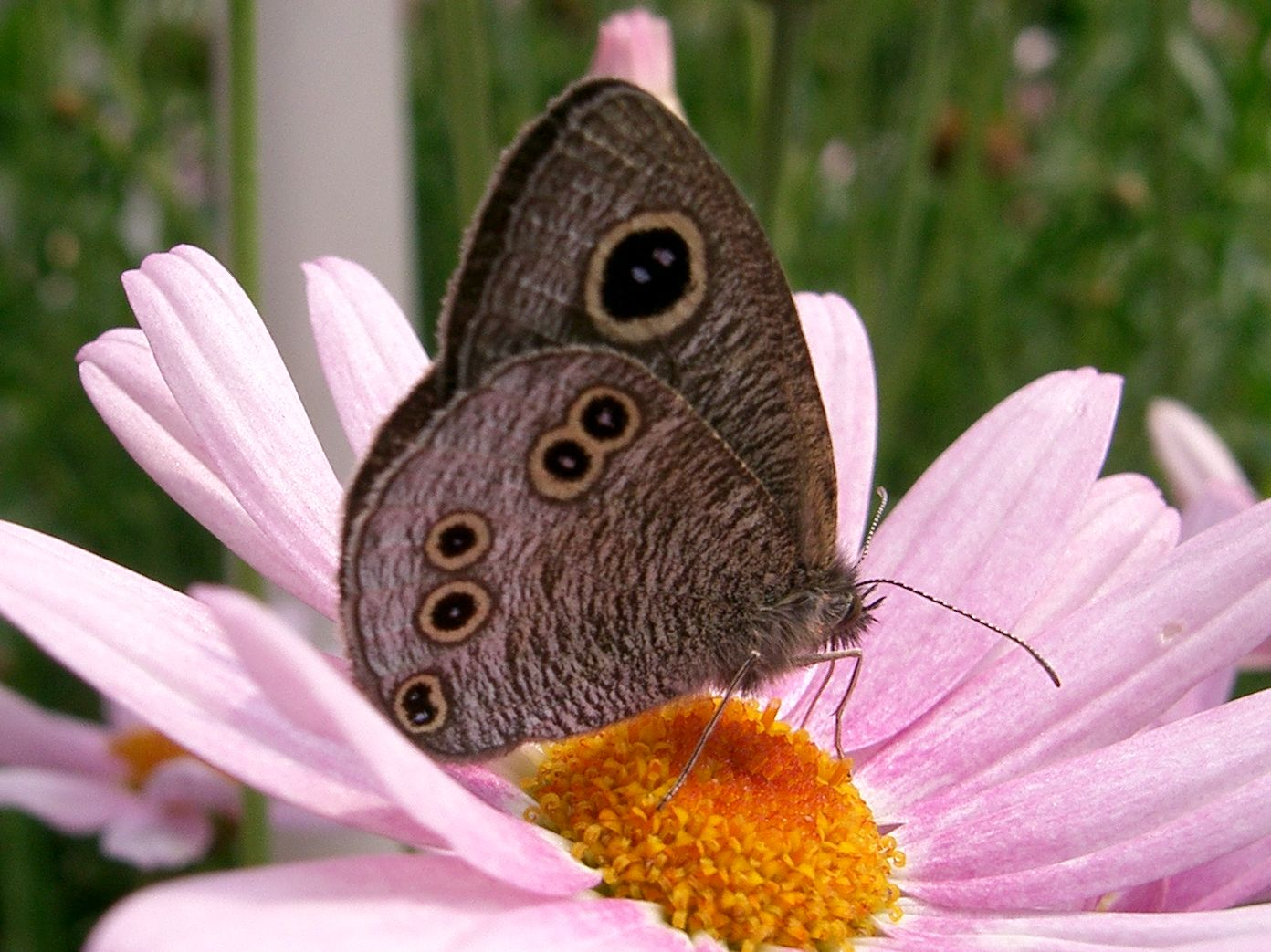
ヒメウラナミジャノメ（Ypthima argus）
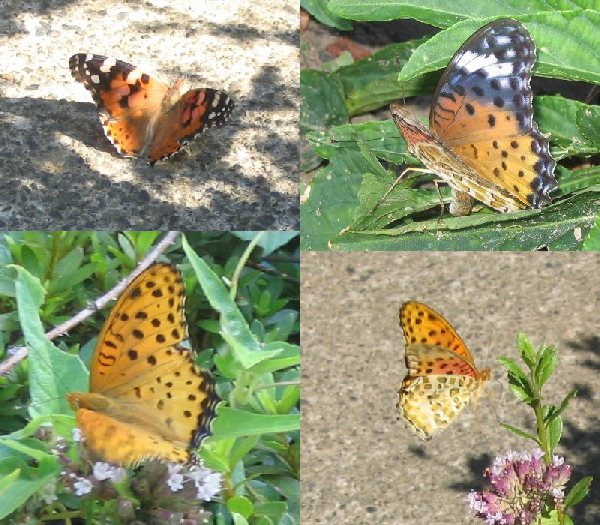
ヒョウモンチョウ各種。左上ヒメアカタテハ Vanessa cardui 、右上ツマグロヒョウモン Argyreus hyperbius のメス、左下・右下ともツマグロヒョウモンのオス
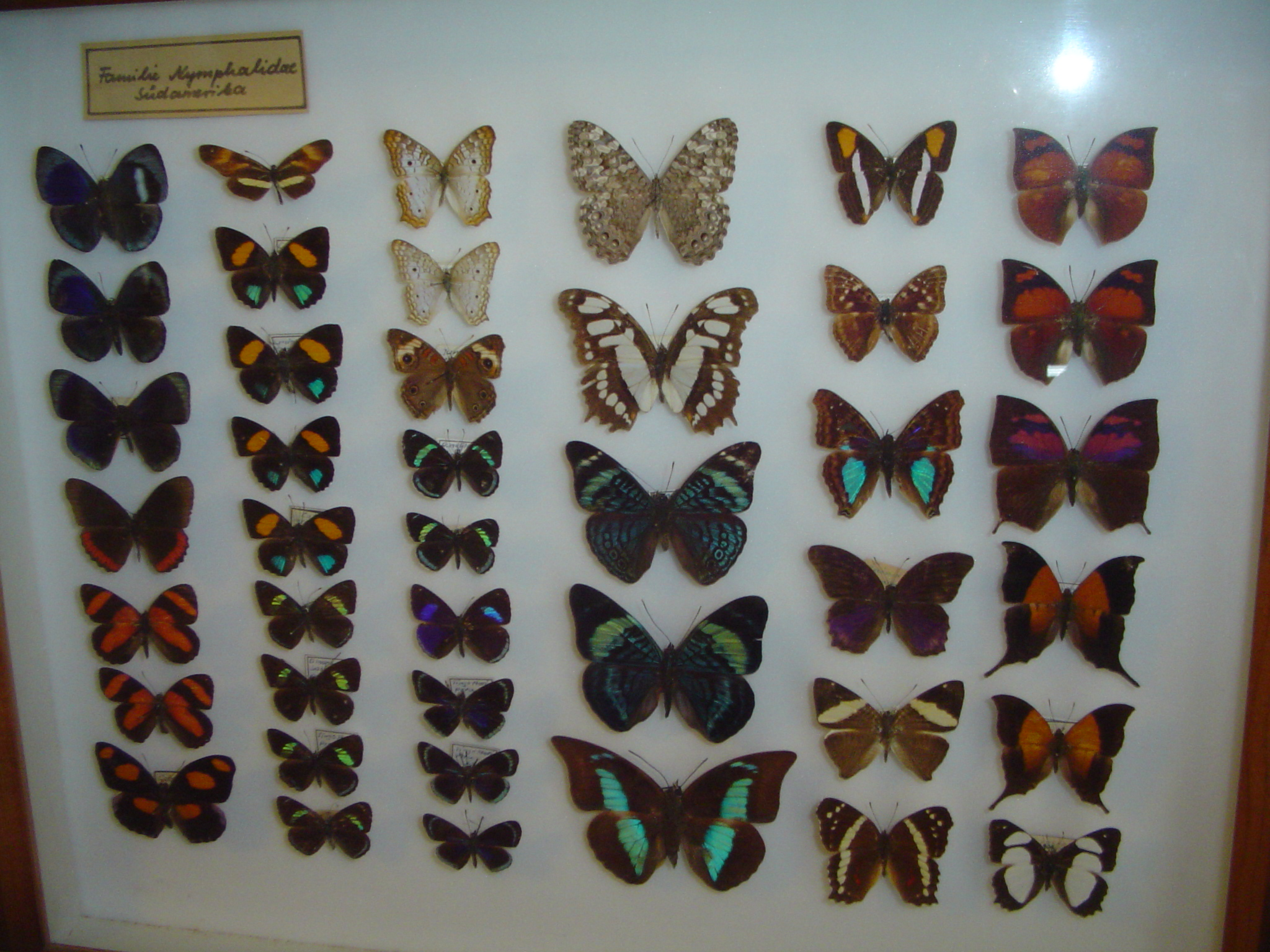
外国産タテハチョウ類の標本。多種多彩なチョウがみられる